# جبريل مويانو
جبريل مويانو (بالإسبانية: Gabriel Moyano)‏ هو لاعب كرة قدم أرجنتيني، ولد في 28 يوليو 1992 في Godoy Cruz, Mendoza ‏ في الأرجنتين. لعب مع ديبورتيس ماجالانز.

## وصلات خارجية
- جبريل مويانو على موقع قاعدة بيانات كرة القدم.إي يو (الإنجليزية)
- جبريل مويانو على موقع Soccerway.com (الإنجليزية)
- جبريل مويانو على موقع عالم كرة القدم.نت (الإنجليزية)